# Igrzyska Dalekiego Wschodu 1925
VII Igrzyska Dalekiego Wschodu odbyły się w maju 1925 w stolicy Filipin, Manili. Impreza ta już po raz trzeci odwiedziła to miasto.
W zawodach tych brały udział trzy państwa:
- Chiny
- Filipiny (organizator)
- Japonia